# لي يونغ (سياسي)
لي جونغ (بالصينية: 李勇) هو اقتصادي ودبلوماسي وسياسي صيني، ولد في 1951 في جينينغ في الصين. نشط حزبياً في الحزب الشيوعي الصيني. وقد انتخب عضو في اللجنة الوطنية لجمهورية الصين الشعبية خلال فترته النيابية ‏.